# Pas cobert del carrer Major (Talavera)
El Pas cobert del carrer Major és una obra de Talavera (Segarra) inclosa a l'Inventari del Patrimoni Arquitectònic de Catalunya.

## Descripció
Pas cobert delimitat per dos portals que segueix una tipologia bastant comuna i està situat al C/Major de la vila. Ambdós portals d'aquesta estructura han estat modificats i restaurats. Tots dos presenten estructura amb arc de mig punt i la coberta interior del pas és de volta d'aresta.

## Història
Es tractaria d'un únic pas d'accés a la població de Talavera, possiblement bastit entre els segles xvi i xvii. La situació d'aquest portal, situat a la part baixa, respondria al creixement urbanístic que ha anat experimentat amb el pas del temps la vila de Talavera, engrandint el seu espai seguint les corbes de nivell i resguardat dins d'un clos murallat on l'únic accés al seu interior és mitjançant aquest portals.